# Moceta
Moceta (tal. mozzetta) je kratki ogrtač katoličkog klera, doseže do lakata. Nosi se preko rokete ili kote kao dio korskog odijela. Nekada je imala ukrasnu kukuljicu koja je dokinuta poslije Drugog vatikanskog sabora.

## Boja
Boja mocete predstavlja hijerarhijski rang osobe koja je nosi. Kardinali nose crvenu mocetu, dok biskupi i oni s jednakom jurisdikcijom (npr. apostolski administratori, apostolski vikari, egzarsi, apostolski prefekti, teritorijalni opati i slični) nose ljubičastu mocetu. Opati, rektori bazilika i neki kanonici nose crnu mocetu s crvenim ili ljubičastim obrubom i gumbima.